# Glacera del Lauteraar
La glacera del Lauteraar (Lauteraargletscher en alemany) es troba a Suïssa al Cantó de Berna. Amb la glacera del Finsteraar, forma la glacera de l'Oberaar. Aquesta última és una de les dues fonts de l'Aar.

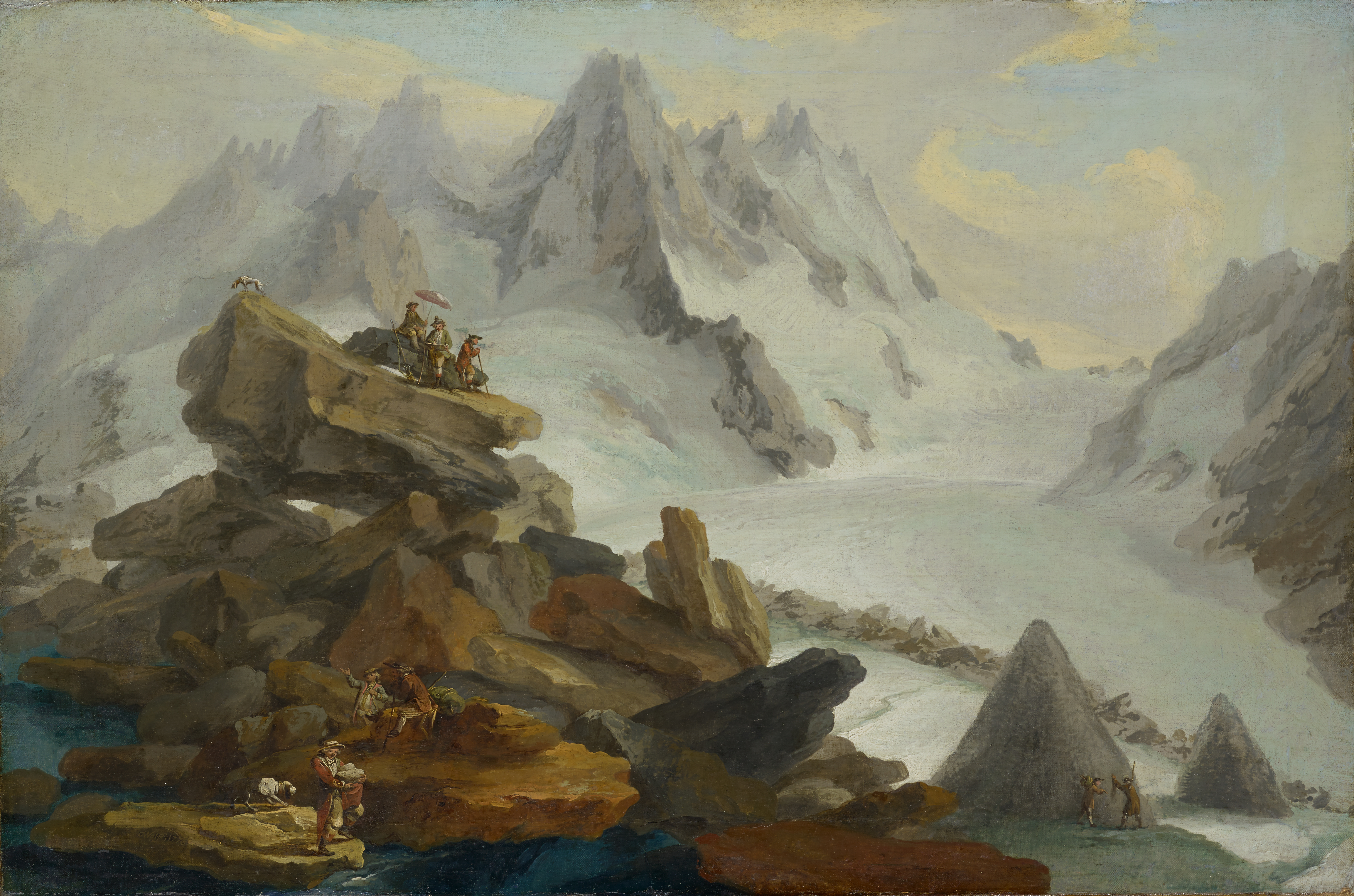
Caspar Wolf, 1776, Der Lauteraargletscher (« La glacera del Lauteraar »)

## Glaciologia

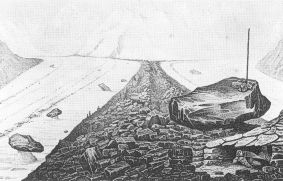
Joseph Bettannier, 1840, « Glacera inferior de l'Aar » (sic), a l'obra de Louis Agassiz, « Estudis sobre les glaceres »

L'any 1827, es va convertir en un dels primers temes d'estudi per a la glaciologia, una ciència que era a les beceroles. Franz Josef Hugi i a continuació l'equip dirigit per Louis Agassiz s'hi van interessar i van anar diversos anys seguits a la glacera per tal d'examinar-la. Els científics s'estaven des de 1840 sota el « hotel des Neuchâtelois », un enorme bloc de roca al mig de la morrena i que va caure més tard al llac del Grimsel. La roca havia estat ja l'objecte d'un quadre, Der grosse Steintisch auf dem Lauteraargletscher, per Caspar Wolf cap a 1774. Un film documental de 20 minuts sobre la vida d'Agassiz al mig de la glacera de l'Unteraar va sortir a finals de 2007.

## Ecologia
Un projecte d'elevació de l'embassament del Grimsel és discutit per les organitzacions ecologistes entre les quals el WWF. L'elevació de 23 metres prevista per a l'embassament provocaria l'augment del nivell del llac i la inundació de la zona pròxima de la llengua de la glacera (el marge proglaciar) a prop d'un quilòmetre quadrat. Aquesta part de la vall comprèn de vells boscos de pins cembra i zones pantanoses amb un ecosistema particular. El cantó de Berna ha aprovat tanmateix el projecte al març 2007 per les necessitats energètiques del país, que permetran una producció anual suplementària de 20 gWh.
La glacera de Lauteraar forma part d'una zona utilitzada per als entrenaments de tir de Defensa antiaèria per l'exèrcit suís. Aquesta última fa regularment operacions de neteja. Accessòriament, aquestes mesures eviten que restes metàl·liques no quedin sobre la glacera, i que a més. no desemboquin a la part superior de la glacera de l'Unteraar